# Beverly L. Clarke

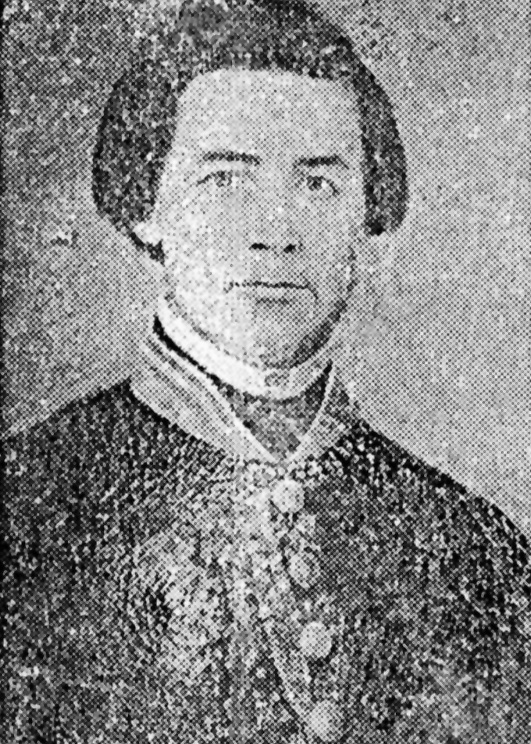
Beverly L. Clarke

Beverly Leonidas Clarke (* 11. Februar 1809 in Winterfield, Chesterfield County, Virginia; † 17. März 1860 in Guatemala) war ein US-amerikanischer Politiker. Von 1847 bis 1849 vertrat er den Bundesstaat Kentucky im US-Repräsentantenhaus. Von 1858 bis 1860 war er amerikanischer Gesandter in Guatemala.

## Werdegang
Beverly Clarke besuchte die öffentlichen Schulen seiner Heimat. Im Jahr 1823 zog er nach Kentucky. Nach einem Jurastudium an der Lexington Law School und seiner 1831 erfolgten Zulassung als Rechtsanwalt begann er in Franklin in diesem Beruf zu praktizieren. Clarke war Mitglied der Demokratischen Partei. In den Jahren 1841 und 1842 saß er als Abgeordneter im Repräsentantenhaus von Kentucky. Bei den Kongresswahlen des Jahres 1846 wurde er im zweiten Wahlbezirk von Kentucky in das US-Repräsentantenhaus in Washington, D.C. gewählt, wo  er am 4. März 1847 die Nachfolge von John H. McHenry antrat. Bis zum 3. März 1849 konnte er eine Legislaturperiode im Kongress absolvieren. In dieser Zeit endete der Mexikanisch-Amerikanische Krieg.
Im Jahr 1849 war er Mitglied einer Versammlung zur Überarbeitung der Verfassung von Kentucky. 1855 kandidierte Clarke erfolglos für das Amt des Gouverneurs seines Staates. Im Jahr 1858 wurde er von Präsident James Buchanan als Nachfolger von John L. Marling zum US-Gesandten in Guatemala ernannt, wobei er auch für Honduras akkreditiert war. Dieses Amt bekleidete er bis zu seinem Tod am 17. März 1860. Er wurde in Frankfort beigesetzt.